# Gruber Lajos (csillagász)
Gruber Lajos (Pécs, 1851. május 12. – Budapest, 1888. november 15.) magyar csillagász, bölcseleti doktor, egyetemi rendkívüli tanár, a magyar királyi meteorológiai és földmágnesi központi intézet igazgatója.

## Életrajza
A gimnáziumot Nagyváradon és Budán végezte, 1870-ben került a Bécsi Egyetemre, ahol mennyiségtant és csillagászatot hallgatott. Egyetemi tanulmányainak végeztével az osztrák fokmérő hivatalban, mint asszisztens Theodor von Oppolzer vezetése alatt működött. Ezen minőségben alkalma volt különben is kiváló képességét a csillagászati megfigyelésekben mégjobban tökéletesbíteni. 1875-ben a Magyar Közoktatási Minisztérium ösztöndíjjal Lipcsébe küldte, ahol Bruhns alatt folytatta csillagászati tanulmányait. Innen mint obszervátor (megfigyelő) került a hamburgi csillagvizsgáló intézethez, ahol azonban csak rövid ideig maradt, mert már 1876. május 1-jén a budapesti meteorológiai intézethez nevezték ki obszervátornak. Ugyanakkor habilitálták a budapesti egyetemen mint magántanár. 1887-ben a meteorológiai intézet igazgatójának nevezték ki. 1888 elején elmebajba esett és a Schwartzer-intézetbe vitték, ahol azon év november 15-én meghalt.
Cikkei a Természettudományi Közlönyben (VIII. 1876. Az 1876. júliusi viharról, IX. 1877. A csillagrendszerekről, 1880. Az időjóslásról, 1881. A légnyomásról közlönyünkben és a napilapokban, Az 1881. aug. vihar, 1886. A földnehézkedés meghatározása Budapesten a reversionalis niga segítségével, 1887. A nehézség Budapesten), a palermói App. Astr. al Vol. VIII. d. Memoria d. Soc. degli spettrosc. italiane cz. évkönyvben (1878. Les étoiles filantes pendant la première moitié du novembre), Exner, Repertoriumában (XIX. 5. Ueber die Bestimmung der magnetischen Inclination mit Hülfe von Magnetnadeln, deren Schwingungsebenen gegen den Horizont geneigt sind).

## Munkái
- 24. η Cassiopeia kettős csillag mozgásáról. Bpest, 1877. (Értekezés a mathem. tudom. köréből V. 6.)
- Az 1874. V. (Borelly-féle) üstökös definitiv pályaszámítása. Bpest, 1878. (Kurländer Ignáczczal együtt. Értek. a math. tud. köréből VI. 3. sz.)
- A november havi hullócsillagokról. Bpest, 1878. (Értek. a math. tud. kör. VI. 5. sz.)
- Utmutatás a földrajzi helymeghatározásokra. Bpest, 1883. (28 ábrával és 12 táblázattal).
- A földnehézség meghatározása Budapesten 1885-ben. Bpest, 1886. (Értekezés a math. tud. kör. XIII. 1.)